# Nicole Mitchell (athlétisme)
Pour les articles homonymes, voir Nicole Mitchell et Mitchell.
Nicole Mitchell également écrit Nikole, née le 5 juin 1974 en Jamaïque, est une ancienne athlète jamaïquaine qui courait surtout sur 100 mètres.
Elle a fait partie, avec Michelle Freeman, Juliet Cuthbert et Merlene Ottey, du relais 4 × 100 m médaillé olympique en 1996.
Sa meilleure performance personnelle sur 100 m est de 11 s 18, réalisé en juillet 1993 à Kingston.

## Palmarès

### Jeux olympiques d'été
- Jeux olympiques d'été de 1996 à Atlanta
  -  Médaille de bronze en relais 4 × 100 m

### Championnats du monde d'athlétisme
- Championnats du monde d'athlétisme de 1993 à Stuttgart ( Allemagne)
  - 7e sur 100 m
  -  Médaille de bronze en relais 4 × 100 m

### Championnats du monde junior d'athlétisme
- Championnats du monde junior d'athlétisme de 1990 à Plovdiv ( Bulgarie)
  -  Médaille d'argent sur 100 m
  -  Médaille d'or en relais 4 × 100 m
- Championnats du monde junior d'athlétisme de 1992 à Séoul ( Corée du Sud)
  -  Médaille d'or sur 100 m
  -  Médaille d'or en relais 4 × 100 m

## Sources
- (en) Cet article est partiellement ou en totalité issu de l’article de Wikipédia en anglais intitulé « Nikole Mitchell » (voir la liste des auteurs).